# Kakodemon
En kakodemon (från klassiska grekiskans κακοδαίμων, kakodaimōn, via latinet) är i den grekiska mytologin en ond ande eller demon i ordets sentida bemärkelse. Dit räknas bland andra erinyerna.
Motsatsen till en kakodemon är en agatodemon eller eudemon, närmast "god ande" eller "ängel". Daimon betyder ande i största allmänhet, och kako- betecknar ondska, som i kakofoni.
Inom psykologin talar man om kakodemoni eller kakodemomani som en sinnesrubbning där patienten tror att hen är besatt av en ond ande.